# Oustrup (Egtved Sogn)
Oustrup er en lokalitet bestående af 3 gårde, beliggende 2 km nord for Egtved. Tæt på Oustrup findes både Egtvedpigens grav, og Tørskind grusgrav hvor der er fri adgang til Robert Jacobsens skulpturer.
Oustrup er i registrering af fæstere nævnt som landsby allerede i 1587. 